# Balboa ampliata
Balboa ampliata är en insektsart som först beskrevs av Barber 1918.  Balboa ampliata ingår i släktet Balboa och familjen Rhyparochromidae. Inga underarter finns listade i Catalogue of Life.